# Substance & Vainqueur
Substance & Vainqueur est un duo de producteurs techno berlinois composé de Peter Kuschnereit (Substance) et René Löwe (Vainqueur). Sous ce nom, toutes les productions du duo sont publiées sur le label Scion Versions. Ces deux artistes produisent également sous le nom de Scion.

## Discographie sur le labelScion Versions
- Surface / Immersion (12")
- Reverberation / Reverberate (12")
- Remixes Chapter 1 (12")
- Libration / Resonance (12")
- Emerge (12") (réédition du maxi original sorti en 1995 sur Chain Reaction)